# Anopisthographon
Anopisthographon ist ein Fachausdruck der Papyrologie und bezeichnet ein Pergament- oder Papyrusdokument, das rückwärtig unbeschrieben ist. Der Begriff ist zusammengesetzt aus den griechischen Bestandteilen an- „un-“, opistho- „hinten“ und graphein „schreiben“ und stellt einen Neologismus dar.
Papyrus und noch mehr Pergament waren wertvolle Beschreibstoffe. Um diese nicht zu verschwenden, wurde oft neben der gut beschreibbaren Vorderseite einer Papyrusrolle (recto), wo die Schrift mit der Faser verläuft, auch die  weniger gut beschreibbare Rückseite (verso) als Schriftträger genutzt, wo die Schrift quer zur Faser verläuft; in diesem Fall spricht man von einem Opisthographon. Häufig ist ein solcher Text auf der Rückseite später als auf der Vorderseite und behandelt ein anderes Thema. Gehören die Texte eines Fragments auf Vorder- und Hinterseite zum selben Werk und ist die Handschrift identisch, so handelt es sich mit hoher Wahrscheinlichkeit nicht um ein Bruchstück von einer Schriftrolle, sondern von einem Kodex.